# (2647) Sova
(2647) Sova est un astéroïde de la ceinture principale.

## Description
(2647) Sova est un astéroïde de la ceinture principale. Il fut découvert le 29 septembre 1980 à l'Observatoire Kleť par Zdeňka Vávrová. Il présente une orbite caractérisée par un demi-grand axe de 2,24 UA, une excentricité de 0,14 et une inclinaison de 3,9° par rapport à l'écliptique.

## Compléments